# Luis Fajardo y Chacón
Luis Fajardo y Chacón, también reseñado como Luis Fajardo y Muñoz de Avendaño o Luis Fajardo y Ruiz de Avendaño, (c. 1545-21 de mayo de 1617) fue un militar español durante el reinado de Felipe III y un noble de la Casa de Fajardo.

## Familia
Hijo bastardo de Luis Fajardo y de la Cueva, II marqués de los Vélez, grande de España, y I marqués de Molina, y de Ana Muñoz de Avendaño.

## Biografía
Caballero y comendador del Moral en la Orden de Calatrava y relevante militar del siglo XVII bajo las órdenes de Felipe III. Fue nombrado capitán general de la Flota en 1599, capitán general de la Armada del Mar Océano y capitán general en la toma de la Mamora en 1614, «que trouxe a España setenta millones de oro y plata».
Fue señor consorte de las villas de Ontur, Albatana y Mojón Blanco y del Mayorazgo de Celdrán y II señor consorte de Espinardo.

### Carrera militar
En 1593 participa en un transporte de plata desde Las Azores bajo el mando de Francisco de Coloma. En los años posteriores participa en procesos contra los responsables de los saqueos ingleses de Cádiz y en expediciones contra los corsarios que acosaban a la Flota de Indias y es nombrado General de la Guarda de la Flota de las Indias. En este mismo año, fue oficialmente nombrado General de la Armada de la Guarda de la Carrera de Indias.
En 1601 Fajardo con siete galeones había cruzado el océano y arribado al Mar del Plata, para defender los intereses de la Corona de las escuadras de los corsarios Richard Lawson y William Monson. En 1602, después de derrotar a una escuadra corsaria inglesa a la vuelta de un viaje de Indias, logró desembarcar con el transporte de setenta millones de reales, la cantidad más grande que se transportó en una sola expedición. En 1604 se le nombra capitán general de la Armada del Mar Océano y continúa su campaña contra los corsarios ingleses, franceses y holandeses. En años posteriores continuó con éxitos contra los corsarios que acechaban con gran despliegue de navíos en el Cabo San Vicente, derrotando simultáneamente las flotas de los ingleses Lewson y Monson en la  primera batalla del cabo a pesar de ser más del doble que sus propias naves en el momento.
En esta época, los holandeses multiplicaron el contrabando y la piratería en las Indias. Principalmente buscaban abastecerse de sal en las salinas de Araya, cerca de Cumaná e Isla Margarita, y contrabandear diversas mercancías, además de acosar a los pescadores de perlas. Más de cien urcas, con una capacidad promedio de trescientas toneladas y artilladas imponentemente, habían llegado en 1601. Para frenar las actividades ilegales de los holandeses en las Antillas, cada vez más preocupantes para la Corona española, en septiembre de 1605 una escuadra de 14 galeones, comandada por Luis Fajardo, partió de Lisboa rumbo a Venezuela. De las 19 urcas cargadas de sal encontradas en Araya, 12 fueron capturadas y el resto hundidas. Sin piedad para los vencidos, Fajardo ordenó el ahorcamiento de todas las tripulaciones capturadas. Tras la acción, se desplegaron 5 galeones para perseguir y atacar a otros 16 barcos holandeses que se encontraban frente a Manzanillas, Cuba. Tres de estos barcos fueron hundidos y otros dos fueron capturados. Los españoles perdieron un galeón en la operación.
A su retorno a España, Fajardo encontró a la flota del holandés Willem Haultain bloqueando Portugal, derrotándola en la consiguiente segunda batalla del Cabo de San Vicente.
En 1609 se decreta la expulsión de los moriscos, que pasan en gran medida a integrarse en las flotas de los corsarios berberiscos, franceses y turcos, por lo que es llamado a desde Indias a Cartagena para una campaña contra el holandés Zymen Danseker. Al mando de doce barcos, Fajardo envió a su hijo Juan Fajardo de Tenza a recorrer la costa de Berbería mientras Fajardo padre marchaba a buscar refuerzos a Málaga y Almería. Tras reunirse las flotas, se preparó para la campaña principal en Mazalquivir mientras volvía a enviar a Juan al río de Tremecén, donde apresó a un corsario inglés. Finalmente, Fajardo asaltó Túnez y quemó más de una veintena de barcos corsarios fondeados a pesar de los intentos del fuerte de La Goleta por repelerle. Tras capturar otras piezas turcas en el camino de vuelta hacia Cartagena, participó en el transporte de los moriscos expulsados desde Cartagena al norte de África.
En 1614 partió con una gran escuadra de 7000 soldados y buques de guerra y de transporte a la toma de La Mámora, al sur del Larache español, donde el corsario Muley Cidan daba apostadero a los holandeses. Se produjo el desembarco de 2000 hombres y el apoyo de la artillería de las galeras del conde de Elda y el duque de Fernandina. Los barcos holandeses fondeados se declararon neutrales y los enemigos se encontraron bajo fuego cruzado, huyendo ellos tierra adentro y retornando Luis Fajardo a Cádiz.
Durante su carrera como marino fue requerido por Felipe III para dar informe de la superioridad de los buques ingleses frente a los españoles. El motivo era el desgaste que sufrían las maderas de los navíos en las aguas de las Antillas, la curación de la madera empleada y la menor maniobrabilidad de los barcos por su mayor tamaño. A su muerte, fue sucedido en su cargo por Fadrique de Toledo Osorio.

## Matrimonio y descendencia
Contrajo matrimonio en Murcia con Luisa de Tenza Cascales y Pacheco (n. 1530), heredera e hija de Alonso de Tenza Pacheco, señor de las villas de Ontur, Albatana, Espinardo y Mojón Blanco y regidor de Murcia, y de su esposa Aldonza de Cascales y Soto. De este matrimonio nacieron: 
- Alonso Fajardo de Tenza (m. Manila, 11 de julio de 1624),[6] que heredó los señoríos de su madre y además fue XIV gobernador de Filipinas, como lo fue el XIX su sobrino Diego Fajardo Chacón. Se casó con Catalina María de Zambrana y Fajardo (m. Manila, 1621).[7]
- Juan Fajardo de Tenza (m. La Coruña, 4 de julio de 1631) que heredó los señoríos de su hermano y además fue creado I vizconde de Monteagudo (24 de octubre de 1626) y luego I marqués de Espinardo (7 de agosto de 1627),[1] casado con su prima hermana Leonor María Fajardo de la Cueva, señora de la villa, hacienda y mayorazgo de la Vega de Morata, de la villa de Ceutí y del castillo, villa, casa y mayorazgo de Monteagudo.[1]